# Municipio de Elma
El municipio de Elma (en inglés: Elma Township) es un municipio ubicado en el condado de Richland en el estado estadounidense de Dakota del Norte. En el año 2010 tenía una población de 78 habitantes y una densidad poblacional de 0,83 personas por km².

## Geografía
El municipio de Elma se encuentra ubicado en las coordenadas 45°58′34″N 96°58′51″O / 45.97611, -96.98083. Según la Oficina del Censo de los Estados Unidos, el municipio tiene una superficie total de 94.46 km², de la cual 92,08 km² corresponden a tierra firme y (2,53 %) 2,39 km² es agua.

## Demografía
Según el censo de 2010, había 78 personas residiendo en el municipio de Elma. La densidad de población era de 0,83 hab./km². De los 78 habitantes, el municipio de Elma estaba compuesto por el 94,87 % blancos, el 1,28 % eran amerindios y el 3,85 % eran de una mezcla de razas. Del total de la población el 10,26 % eran hispanos o latinos de cualquier raza.